# Neuralgia trójdzielna
Neuralgia nerwu trójdzielnego (fr. Tic Douloureux, łac. neuralgia nervi trigemini, ang.Trigeminal Neuralgia) – nerwoból jednej lub więcej gałęzi nerwu trójdzielnego. Klasyczna neuralgia trójdzielna jest jednostronna i charakteryzuje się krótkotrwałymi, nagłymi napadami bólu w obrębie zakresu unerwienia jednej lub więcej gałązek nerwu, występującymi samoistnie lub po podrażnieniu tzw. stref spustowych (trigger points) poprzez ucisk, dotyk, podmuch wiatru, żucie, mycie zębów, mówienie.

## Historia
Pierwszy opis neuralgii trójdzielnej przedstawił Lock w 1677 roku. W 1900 roku Harvey Cushing przedstawił metodę leczenia neuralgii przez ablację zwoju Gassera.

## Epidemiologia
Neuralgia trójdzielna jest rzadką chorobą: jej częstość w populacji szacuje się na 1:15000. W większości przypadków rozpoznawana jest około 40. roku życia, chociaż donoszono również o przypadkach nerwobólu nerwu V u dzieci.

## Obraz kliniczny
Wiodącym objawem są napady bólu w obrębie połowy twarzy, w zakresie unerwienia nerwu V. Początek bólu jest nagły, a czas trwania wynosi od kilku sekund do maksymalnie 2 minut. Może ograniczać się do jednej gałęzi, lub do wszystkich trzech gałązek nerwu V (zob. nerw trójdzielny). Choroba ma często charakter przewlekły, przebiega z okresami zaostrzeń i remisji (zwłaszcza w miesiącach letnich). W przypadku niewłaściwego leczenia, z biegiem czasu ból się utrwala, jego fluktuacyjny charakter się spłyca, rośnie oporność na farmakoterapię. Dołączają się objawy neurastenii i depresji.
Neuralgia nerwu trójdzielnego może być objawem klinicznym depresji maskowanej (to jest takiego rodzaju depresji, w którym endogenny zespół depresyjny maskowany jest przez inne objawy).

## Różnicowanie
W diagnostyce różnicowej neuralgii trójdzielnej powinno się uwzględnić:
- stwardnienie rozsiane
- tętniak tętnicy podstawnej mózgu
- guzy kąta mostowo-móżdżkowego
- konflikt naczyniowo-nerwowy
- zawał pnia mózgu
- jamistość opuszki.

## Leczenie
Możliwości lecznicze neuralgii obejmują:
- farmakoterapię: lekiem z wyboru jest karbamazepina, inne stosowane leki to okskarbazepina, fenytoina, kwas walproinowy, topiramat, lamotrygina, gabapentyna, pregabalina, baklofen, klonazepam. W przypadku bólu przewlekłego stosuje się leki przeciwdepresyjne trójcykliczne w niewielkich dawkach.
- leczenie operacyjne: blokady gałązek nerwu, mikrochirurgiczne odbarczenie korzenia nerwu w przypadku konfliktu naczyniowo-nerwowego;
- radioterapię: stereotaktyczne zniszczenie przy pomocy promieni gamma.